# Clanfield (Oxfordshire)
Clanfield is een civil parish in het bestuurlijke gebied West Oxfordshire, in het Engelse graafschap Oxfordshire met 879 inwoners.